# Tétrafluoroborate de sodium
Le tétrafluoroborate de sodium est un composé chimique de formule NaBF4. Il s'agit d'un sel incolore cristallisé très soluble dans l'eau mais un peu moins dans les solvants organiques. Il est utilisé comme flux de brasage ainsi que pour produire du trifluorure de bore BF3.
On peut produire le tétrafluoroborate de sodium en neutralisant l'acide tétrafluoroborique HBF4 avec le carbonate de sodium Na2CO3 ou l'hydroxyde de sodium NaOH :
NaOH + HBF4 → NaBF4 + H2O ;
Na2CO3 + 2 HBF4 → 2 NaBF4 + H2O + CO2.
On peut également le produire en faisant réagir de l'acide borique H3BO3, de l'acide fluorhydrique HF(aq) et du carbonate de sodium :
2 H3BO3 + 8 HF(aq) + Na2CO3 → 2 NaBF4 + 7 H2O + CO2.
Lorsqu'on le chauffe jusqu'à son point de fusion, le tétrafluoroborate de sodium se décompose en NaF et trifluorure de bore BF3 :
NaBF4 → NaF + BF3.
Ce composé est une source d'anion tétrafluoroborate [BF4]−, utilisé pour la préparation de sels en chimie organique, ainsi que pour la production de liquides ioniques.